# Benedek Fliegauf
Benedek "Bence" Fliegauf (Budapest, 15 d'agost de 1974) és un director de cinema i guionista hongarès. Va començar la seva carrera a la fi de la dècada de 1990 amb la creació principalment de documentals i curtmetratges. En 2002 va estrenar el seu primer llargmetratge, Forest, exhibit al Festival Internacional de Cinema de Berlín. El 2010 va estrenar Womb, en la qual els reconeguts actors Eva Green i Matt Smith van ser els protagonistes.

## Filmografia

### Com a director
| Any  | Títol                       | Notes         |
| ---- | --------------------------- | ------------- |
| 1999 | Határvonal                  | Documental    |
| 2000 | Beszélő fejek               | Curtmetratge  |
| 2001 | Van élet a halál elött?     | Documental    |
| 2001 | Hypnosis                    | Curtmetratge  |
| 2002 | Rengeteg                    | Llargmetratge |
| 2003 | The Line                    | Curtmetratge  |
| 2003 | Dealer                      | Llargmetratge |
| 2004 | Európából Európába          | Documental    |
| 2004 | A sor                       | Curtmetratge  |
| 2004 | Pörgés                      | Curtmetratge  |
| 2007 | Tejút                       | Llargmetratge |
| 2008 | Csillogás                   | Documental    |
| 2010 | Womb                        | Llargmetratge |
| 2012 | Csak a szél                 | Llargmetratge |
| 2016 | Lily Lane (Liliom ösvény)   | Llargmetratge |
| 2021 | Rengeteg – mindenhol látlak | Llargmetratge |